# Acronis AntiVirus
Acronis AntiVirus — антивирусная программа, выпускаемая компанией Acronis. Антивирус основан на движке BitDefender.

## Функциональность
Антивирус включает в себя:
- Антивирус;
- анти-фишинг;
- анти-руткит;
- шифрование IM-трафика;

Версия интерфейса для новичков

Версия интерфейса для экспертов

Также в антивирусе можно выбрать три уровня сложности интерфейса в зависимости от уровня подготовки пользователя. В продукт встроен «игровой режим».

## Распространение
Стоимость Acronis AntiVirus составляет $39,99 за годовую лицензию на 3 компьютера (около $13 за один компьютер). Поддержка русского языка пока отсутствует.